# Casteldimezzo
Casteldimezzo è una frazione del comune di Pesaro, del quale è entrata a far parte nel 1929, dopo essere stata, dal 1869, frazione del comune di Fiorenzuola di Focara, che in quell'anno venne assorbito da Pesaro.

## Geografia fisica
Il borgo è situato su una collina affacciata sul mare, a circa 200 m s.l.m., dalla quale nei giorni con cielo limpido si può scorgere il panorama da Fano a Ravenna. Il territorio è incluso nel Parco naturale regionale del Monte San Bartolo.

## Storia

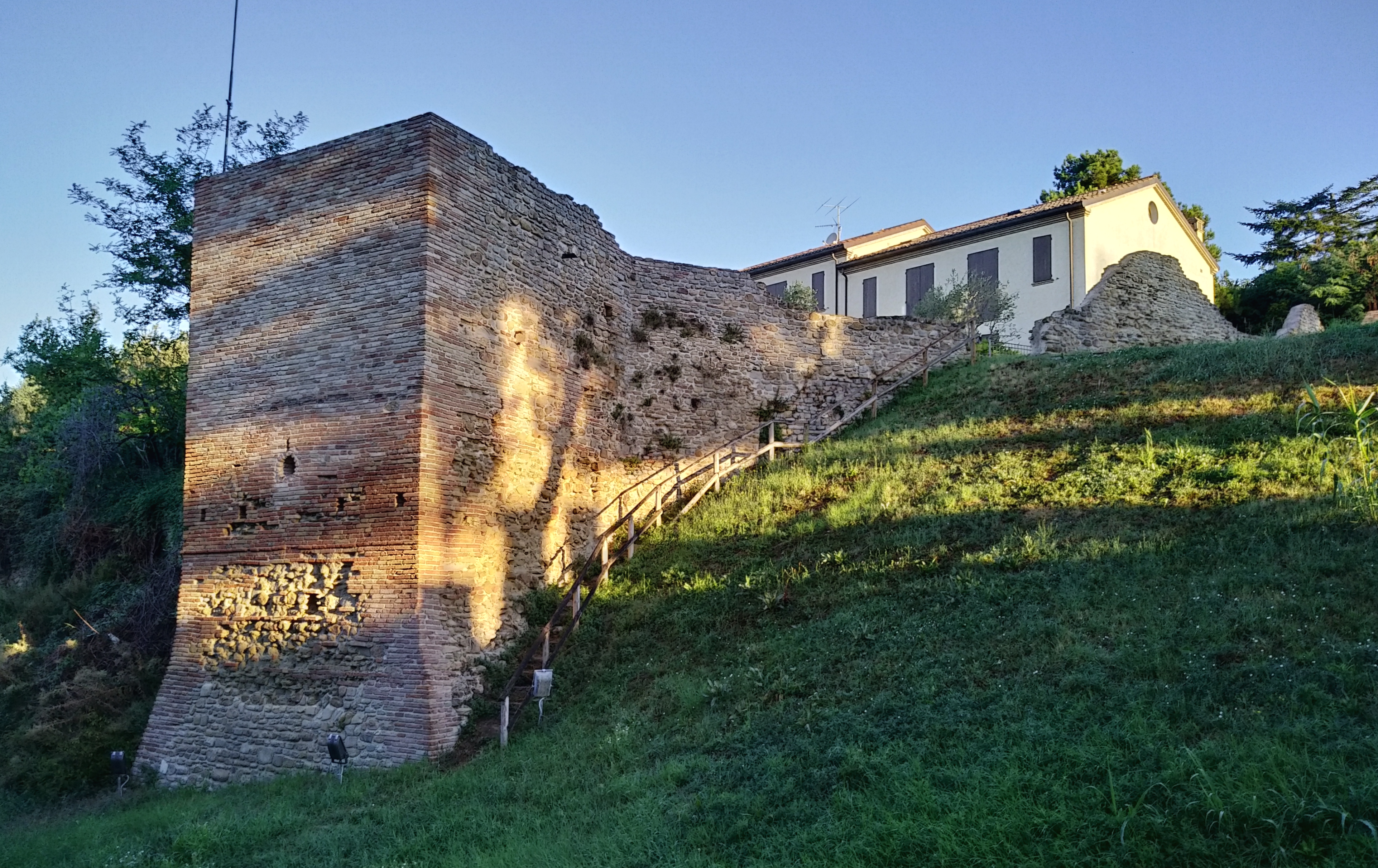
Le antiche mura

Già chiamata Castrum Medi ("Città nel mezzo") a causa della posizione intermedia tra il borgo di Fiorenzuola di Focara e di Gradara, la sua storia a noi nota parte dal Medioevo. Contesa tra le diocesi di Ravenna e Pesaro, passò nelle mani dapprima dei Malatesta, poi degli Sforza ed infine dei Della Rovere. Nella chiesa del paese si trova un'epigrafe che narra come, nel 1517, un esercito composto da circa 7000 fiorentini in fuga dalle truppe del ducato di Urbino, venute a riprendere il controllo del territorio, assediò la città. Gli abitanti si rivolsero allora, allo stremo delle forze per l'assedio, al Crocifisso ligneo "portato dal mare" presente nella chiesa, che operò il miracolo: una fonte di acqua fresca iniziò a sgorgare all'interno delle mura, dando modo agli assediati di resistere fino alla smobilitazione delle truppe assedianti, raggiunte dall'esercito urbinate. Nel 1648 l'erosione marina della collina provocò un crollo del 50% circa dell'area di Casteldimezzo, riducendo il paese in rovina. Nel corso del tempo, il paese si rimpicciolì sempre di più, arrivando oggi ad avere solo una parte delle mura autentiche, risistemate fortunosamente, delle quali oggi si può ammirare  ancora una delle torri che ornavano le fortificazioni.

## Monumenti e luoghi d'interesse

### Il Santuario del Santissimo Crocifisso

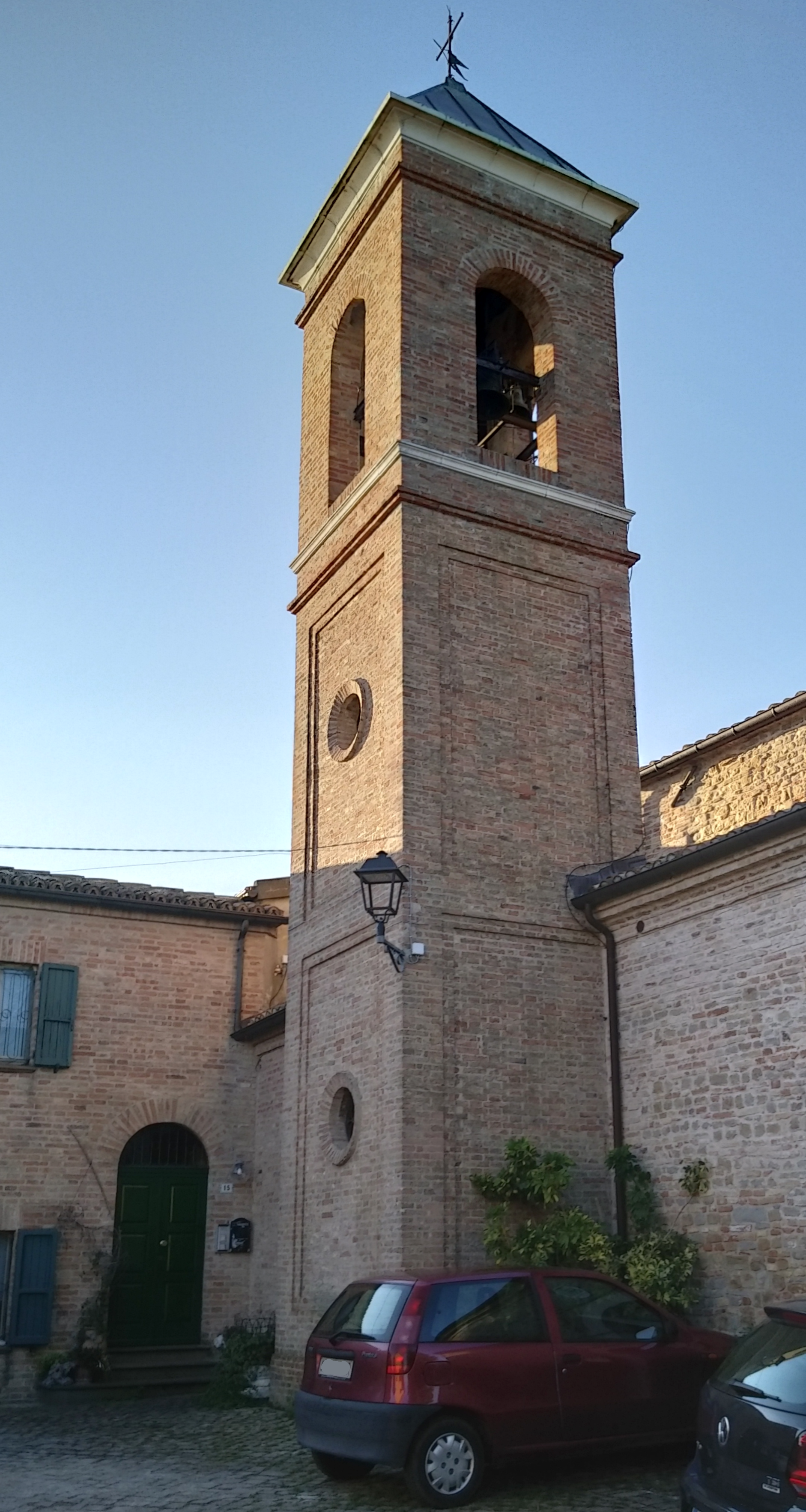
Il campanile del santuario

Rilevante è il Santuario del Santissimo Crocifisso, già chiesa di San Cristoforo e Apollinare di Ravenna. Si racconta che nei primissimi anni del Cinquecento una nave mercantile naufragò tra Fiorenzuola di Focara e Casteldimezzo, abbandonando ai flutti dell'Adriatico una cassa contenente un crocifisso, opera di Jacobello del Fiore, che si arenò sulla spiaggia tra i due paesi, accendendo una disputa su chi dovesse tenere la magnifica opera. Decidendo di affidare la decisione alla Provvidenza, il Crocifisso venne caricato su una carro trainato da due buoi, che senza indugio si diressero a Casteldimezzo, fermandosi di fronte alla chiesa, togliendo ogni dubbio su quale destinazione la mente divina avesse programmato. La devozione al Crocifisso è ancora oggi sentita, e si tiene annualmente, nel lunedì di Pasqua, la tradizionale "Festa del Crocifisso". In una delle cappelle laterali si possono vedere decine di ex-voto che testimoniano la devozione e i miracoli compiuti dal Crocifisso.
Oltre alla cappella laterale con il Crocifisso e l'altare preconciliare,  dietro l'attuale altare maggiore è collocata una Pala d'altare attribuita a Francesco Zaganelli di Cotignola, restaurata nel 2010. Questa opera venne commissionata nel 1510 da Giovanni Sforza, anch'esso di Cotignola. Quando nel XVI secolo le Catacombe romane furono svuotate dei resti dei martiri, alcuni di questi vennero inviati al convento delle Monache Benedettine di Pesaro. Il governo dell'Italia unita nel 1871 ne ordinò, però, la chiusura, e i resti, riconosciuti come appartenenti a Santa Vittoria, martire del III secolo, vennero trasportati a Casteldimezzo, dove tuttora si trova il sarcofago contenente le reliquie, ricoperte da una pregevole raffigurazione della santa. Il reliquiario viene portato a spalla lungo tutto il tragitto della processione che si svolge nella tradizionale festa del lunedì di Pasqua. Nel santuario si trova, dal 1982, una statua lignea del Maestro Loreno Sguanci, raffigurante S. Massimiliano Maria Kolbe
La chiesa dispone anche di una torre campanaria, ricostruita nel 1957 perché caduta a causa di un fulmine, nella quale si trovano quattro campane risalenti alla fine del XIX secolo.

## Economia

### Turismo
Il paese di Casteldimezzo  è meta turistica per suo valore storico-urbanistico (la pavimentazione del centro storico è ancora quella originale del Cinquecento, con sampietrini squadrati a mano) e per la vicinanza ai centri balneari  Gabicce Mare, Cattolica e Baia Vallugola, e alla città di Pesaro.